# Tancrède (Voltaire)
Pour les articles homonymes, voir Tancrède.
Tancrède est une tragédie de Voltaire en cinq actes et en vers, représentée pour la première fois au théâtre de la rue des Fossés Saint-Germain, à Paris, le 3 septembre 1760.
La pièce met en scène, dans la France du Moyen Âge, un chevalier héroïque qui croit avoir été trompé par la femme qu'il aime. Elle a rencontré un grand succès auprès du public, le dernier de Voltaire au théâtre.